# Ribeira de Piquín
Ribeira de Piquín est une commune de la province de Lugo en Espagne située dans la communauté autonome de Galice.